# Thea Einöder
Thea Einöder (* 8. Juni 1951 in Regensburg) ist eine ehemalige deutsche Ruderin, die 1976 eine olympische Bronzemedaille gewann.
1968 war sie deutsche Jugendmeisterin im Doppelvierer gewesen. Die Ruderin von der Rudergesellschaft München nahm an den Ruder-Weltmeisterschaften 1974 teil und belegte den siebten Platz im Vierer mit Steuerfrau. 1975 erreichte sie im Vierer mit Steuerfrau die Bronzemedaille bei den Weltmeisterschaften.
1976 gewann Thea Einöder bei den Deutschen Meisterschaften im Vierer, wobei nur noch Edith Eckbauer aus dem Vorjahresboot dabei war. Zusammen mit Edith Eckbauer siegte sie auch im Meisterschaftsrennen im Zweier ohne Steuerfrau, dieses Boot gewann 1976 auch bei der traditionellen Rotseeregatta in Luzern. Daraufhin wurde das Boot für die olympische Premiere des Frauenruderns bei den Olympischen Spielen 1976 in Montreal nominiert. In Montreal gewannen die Boote aus der DDR vier von sechs möglichen Goldmedaillen im Frauenrudern, nur in den beiden Zweier-Bootsklassen erhielt die DDR Silber hinter bulgarischen Booten. Im Zweier ohne Steuerfrau belegten Edith Eckbauer und Thea Einöder den dritten Platz hinter den Booten aus Bulgarien und der DDR. Die Bronzemedaille der beiden war die erste Medaille für das bundesdeutsche Frauenrudern überhaupt und neben zwei Medaillen für Ruderinnen aus den Vereinigten Staaten die einzige Medaille im Frauenrudern, die nicht an Ruderinnen aus dem Ostblock ging. Für diesen Erfolg erhielt sie, wie auch ihre Partnerin Edith Eckbauer, von Bundespräsident Walter Scheel das Silberne Lorbeerblatt.
Von 1993 bis 2006 war sie unter dem Namen Dr. Thea Straube Vorsitzende der Rudergesellschaft München 1972.